# Lazura

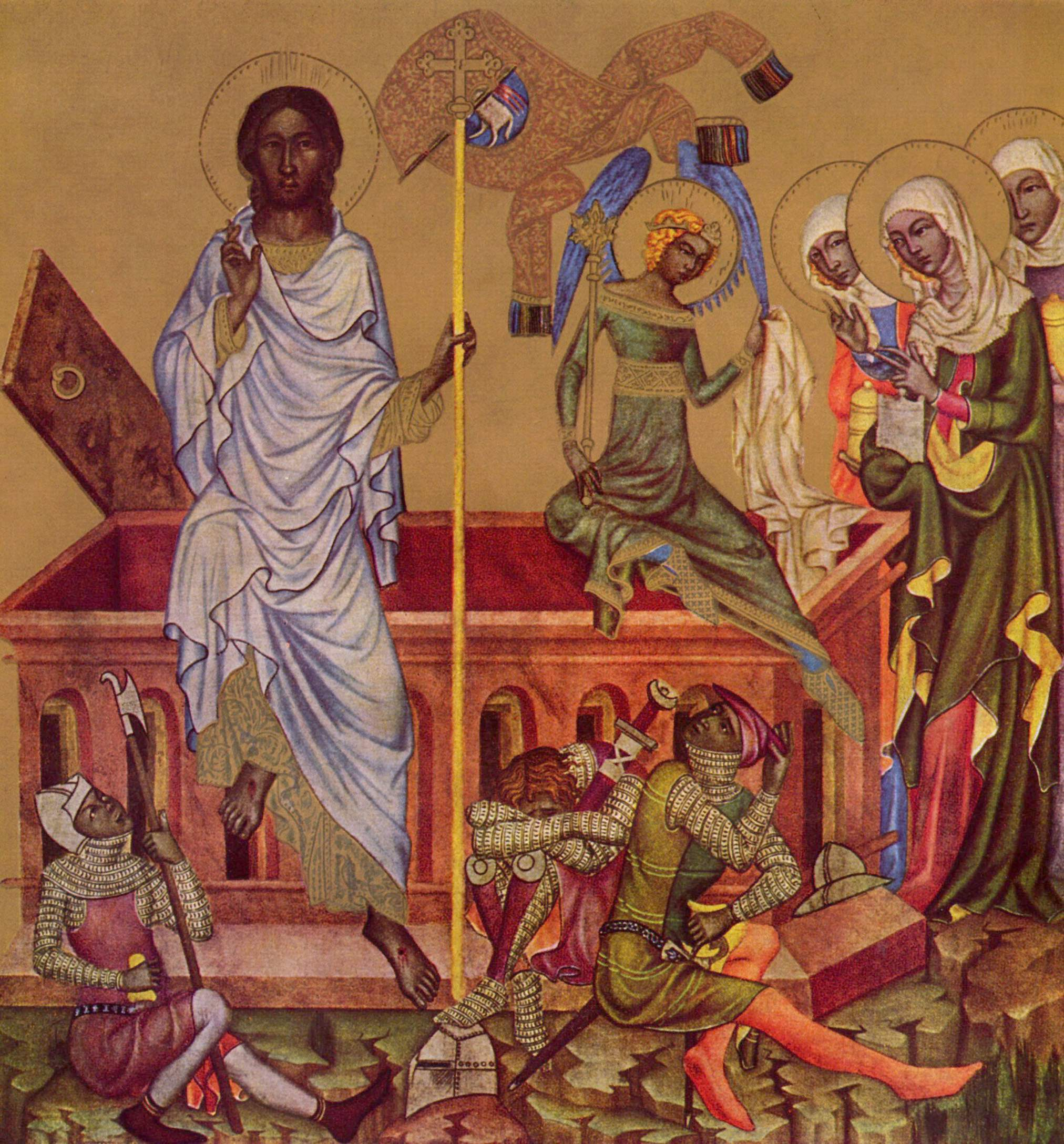
Mistr vyšebrodského oltáře: Zmrtvýchvstání. Plastika rouch je zdůrazněna lazurou

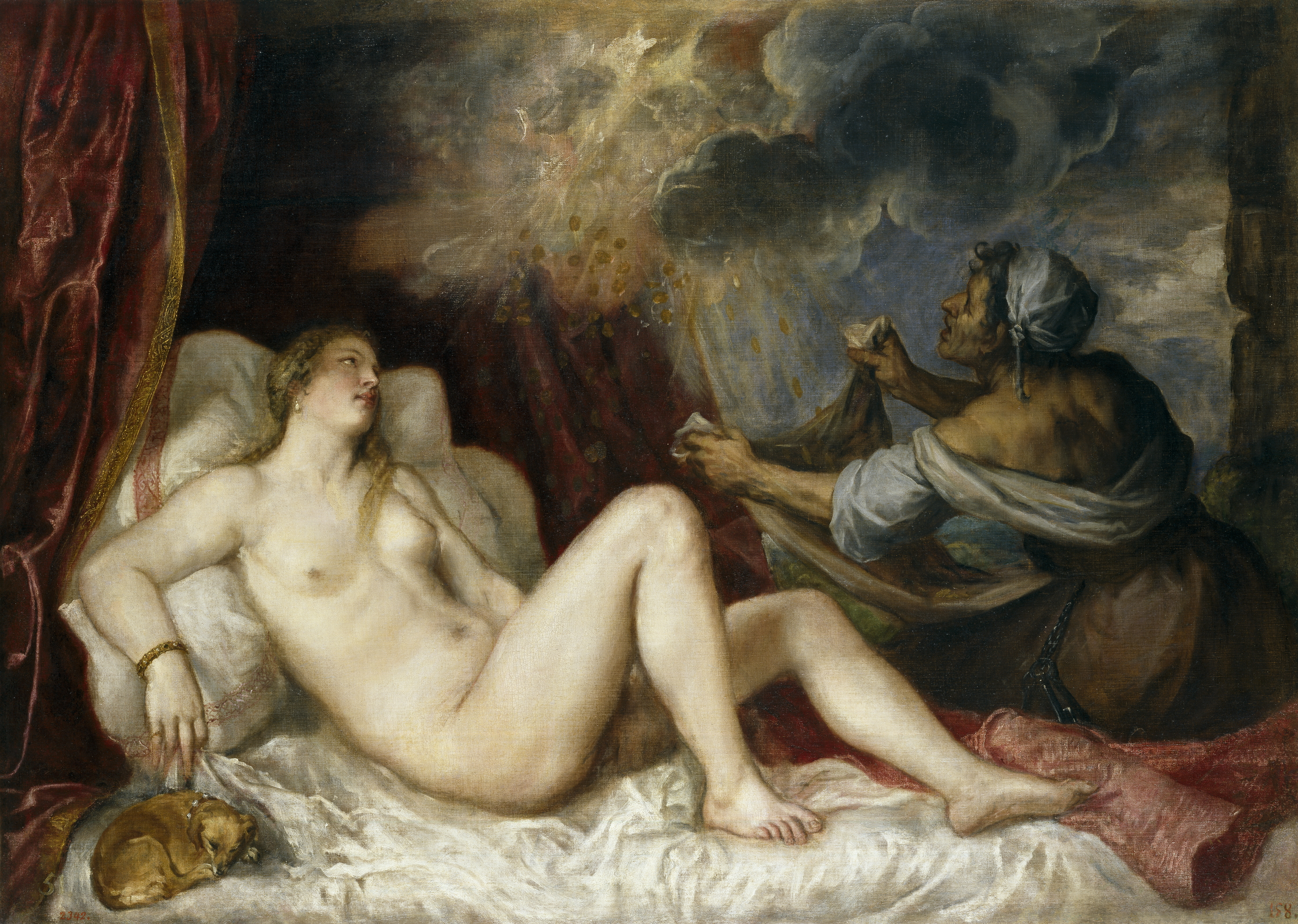
Tizian: Danae. Olejomalba s lazurami

Lazura je tenká vrstva barvy, vytvořená nanášením vrstev poloprůhledné barvy na předchozí barevné vrstvy (nikoli podklad).

## Technika lazury
Malířská technika, při které lazura vzniká, se nazývá lazurování. Používá se hlavně při malbě temperovými a olejovými barvami, a to od pozdního středověku, kdy byly poloprůhledné barvy objeveny. Uvádí se, že postup objevil a rozvinul Jan van Eyck, který temperovou podmalbu dokončoval barevnými lazurami pojenými fermeží. Zejména renesanční obrazy (Tizian) se vyznačují velkým počtem podmaleb a lazurních vrstev. Vasari jich uvádí u některých mistrů 30-40.
Spodní vrstva skrz lazuru prosvítá a vytváří tak nové odstíny, které se často plynule mění. Lom a zpětný odraz světelných paprsků zvyšuje hloubku, svítivost a intenzitu barvy a v horní vrstvě malbu tónově sceluje.
Později se tato technika velmi rozšířila i v akvarelové a akrylové malbě. Při pokládání lazury musí být spodní barevná vrstva suchá, aby se barvy nemíchaly fyzicky, ale pouze opticky. Umožňuje tak užít barvy rozdílného chemického složení, aniž by docházelo k jejich nežádoucí vzájemné reakci. Platí také pravidlo, že pro svrchní lazurové vrstvy musí barva obsahovat více oleje než spodní vrstvy, aby při schnutí nepraskala. Opakem lazurní malby je malba „alla prima“, tedy jednou vrstvou.
Sklovitou barevnou lazurou, která se vypaluje v peci, se zdobí také keramika a další ozdobné předměty z různých materiálů.
Lazura na dřevo je často barevný průhledný olejovitý nátěr, který chrání dřevo před hmyzem či plísněmi, které by dřevo mohly poškodit. Neposkytuje však 100% ochranu, používají se další nátěry, které zaručují ochranu větší.

## Funkce lazury
- dodání jiného tónu a charakteru svrchní vrstvy
- svítivá průzračnost a změněná intenzita barevných tónů
- změna valéru
- získání nových barevných odstínů
- zvýšený dojem plastičnosti syžetu